# Kurów Wielki
Kurów Wielki is een dorp in de Poolse woiwodschap Neder-Silezië. De plaats maakt deel uit van de gemeente Gaworzyce en telt 50 inwoners.